# کاشونی
کاشونی (به ارمنی: Քաշունի) روستای بزرگی است در استان سیونیک ارمنستان. کاشونی در ۴۳ کیلومتری شمال کاپان، مرکز استان سیونیک واقع شده‌است. نام پیشین آن مالداش بود.

## خصوصیات
کاشونی ۷.۱۵ کیلومترمربع مساحت و ۲۷ نفر جمعیت دارد و در ارتفاع ۱۸۵۰ متر بالاتر از سطح دریا قرار گرفته‌است.